# Anton von Saß
Johann Anton Gustav von Saß alias Johann Anton August von Saß (* 21. September 1739 in Livland; † 11. Februar 1807 in Preußen) war ein russisch-preußischer Kavallerieoffizier.

## Leben

### Familie
Anton entstammte dem deutsch-baltischen Adelsgeschlecht von Saß. Er war der älteste Sohn des russischen Brigadiers und Erbherrn auf Tegasch Paul Hartwig von Saß (1703–1772) und der Barbara Helene von Hirschheydt (1715–1798).
1765 vermählte er sich mit Henriette Albertine von Ledebur († 1809). Mit ihr stiftete er einen preußischen Zweig, der zum Ende des 20. Jahrhunderts seinen Ausgang im Mannesstamm gefunden hat. Aus der Ehe gingen zwei Söhne hervor:
- Andreas
- Paul Andreas (1768–1825) ⚭ Elisabeth von Labsien († 1833)

### Militärlaufbahn
Saß diente ab etwa 1752 für zwölf Jahre in der russischen Armee und war zuletzt Stabsrittmeister, als er 1764 als Premierleutnant zum Dragonerregiment „Meyer“ in preußische Dienste kam. Im Jahre 1771 avancierte Saß zum Stabshauptmann des Dragonerregiments „Pomeiske“ und bekam 1773 eine Eskadron bei dem neuerrichteten Husarenregiment „Owstien“. In diesem tat er sich im Bayerischen Erbfolgekrieg bei Martinowes als Rittmeister besonders hervor.
Oberst Saß wurde am 13. Mai 1795 Chef des Husarenregiment Nr. 11, ist aber bereits vor dem 25. September 1795 mit Pension dimittiert, da das Regiment mit diesem Datum vakant wurde.